# Differentialdiagnos
Differentialdiagnostik är inom medicinsk terminologi särskiljande av sjukdomar med likartade symptom. Differentialdiagnostiska metoder används av läkare och annan utbildad vårdpersonal för att diagnostisera sjukdomen hos en patient. 
Med differentialdiagnos betecknas egentligen ett diagnostiskt utlåtande som överväger olika alternativa förklaringar bakom en given sjukdomsbild hos en patient. Ofta kallas dock varje enskilt sjukdomsalternativ för differentialdiagnos, vilket en del anser är något oegentligt.

Exempel: Schizofreni är liksom autism en differentialdiagnos vid en autistisk symtombild. Vid schizofreni förekommer bland annat svårigheter med mentalisering och exekutiva funktioner, precis som vid autism.